# بيتر كاري
بيتر كاري (بالإنجليزية: Peter Carey)‏ (و. 1943 – م) هو كاتب، وروائي، وكاتب سيناريو، وأستاذ جامعي، وكاتب للأطفال، من أستراليا، وهو عضوٌ في الجمعية الملكية للأدب، والأكاديمية الأمريكية للفنون والعلوم.

## أعمال بارزة
من أهم أعماله:
- رواية أوسكار و لوسيندا
- True History of the Kelly Gang.

## من رواياته
- النعيم - 1981
- إيليواكر - 1985
- أوسكار لوسيندا - 1988
- محقق التاكسي - 1991
- الحياة غير العادية لتريستان سميث - 1994
- جاك ماغز - 1997
- تاريخ عصابة كيلي - 2000
- حياتي كخدعة - 2003
- سرقة: قصة حب - 2006
- شخصيته غير القانونية - 2008
- الببغاء وأوليفر في أمريكا - 2010
- كيمياء الدموع - 2012
- فقدان ذاكرة - 2014
- طريق طويل من البيت - 2017

## جوائز
حصل على جوائز منها:
- ميدالية بودلي [الإنجليزية]‏ (2012)[8]
- ضابط وسام أستراليا
- جائزة مايلز فرانكلين
- جائزة بوكر الأدبية.

## وصلات خارجية
- بيتر كاري على موقع IMDb (الإنجليزية)
- بيتر كاري على موقع الموسوعة البريطانية (الإنجليزية)
- بيتر كاري على موقع مونزينجر (الألمانية)
- بيتر كاري على موقع قاعدة بيانات الأفلام العربية
- بيتر كاري على موقع ألو سيني (الفرنسية)
- بيتر كاري على موقع أول موفي (الإنجليزية)
- بيتر كاري على موقع أول موفي (الإنجليزية)
- بيتر كاري على موقع قاعدة بيانات الأفلام السويدية (السويدية)
- بيتر كاري على موقع إن إن دي بي (الإنجليزية)
- بيتر كاري على موقع قاعدة بيانات الفيلم (الإنجليزية)